# Septoria astragali
Septoria astragali är en svampart som beskrevs av Desm. 1843. Septoria astragali ingår i släktet Septoria och familjen Mycosphaerellaceae.   Inga underarter finns listade i Catalogue of Life.